# 奧魯姆 (北卡羅萊納州)
奧魯姆（英語：Orrum）是一個位於美國北卡羅萊納州羅伯遜縣的城鎮。

## 人口
根據2020年美國人口普查的數據，奧魯姆的面積為1.24平方千米，皆為陸地。當地共有人口59人，而人口密度為每平方千米48人。